# Consumo de database
Consumo de database, ou consumo de banco de dados (Língua japonesa: データベース消費, translit. dētabēsu shōhi) refere-se a uma forma de consumo de conteúdo em que as pessoas não consomem uma narrativa em si, mas sim os elementos constituintes da narrativa. O conceito foi cunhado pelo crítico japonês Hiroki Azuma no início dos anos 2000.

## Visão geral
O pano de fundo para a apresentação desta teoria por Azuma é o conceito de consumo narrativo do crítico e escritor Eiji Ōtsuka.
Em sua Teoria do Consumo Narrativo, Ōtsuka cita franquias como adesivos Bikkuriman e Sylvanian Families como exemplos, apontando que as pessoas não estão consumindo os itens, mas as grandes narrativas (em japonês:  大きな物語, cosmovisão e ambientação) por trás deles. Ele chamou o paradigma de consumo encontrado principalmente desde a década de 1980 de consumo narrativo. Também é conhecido como consumo de cosmovisão (em japonês:  世界観消費) para evitar a ambiguidade de ''narrativa'', que significa especificamente grande narrativa (visão de mundo e cenário) nesta teoria.
Baseado no trabalho de Ōtsuka, Azuma substitui grande narrativa (visão de mundo e cenário) na teoria de consumo narrativo com a grande não narrativa (pilhas de informações) (大きな非物語（情報の集積)) e usa o termo consumo de database para descrever o novo paradigma de consumir um grande banco de dados compartilhado entre uma comunidade. Essa forma de consumo é praticamente proeminente na cultura otaku japonesa desde o fim dos anos 90.
O novo paradigma de consumo está intimamente relacionado com o advento do pós-modernismo. Em essência, pensa-se que a cultura otaku e a condição pós-moderna têm os seguintes pontos em comum: 1) Como afirma Jean Baudrillard, não é mais possível distinguir entre o original e o simulado e, portanto, os simulacros intermediários prevalecem em hiper-realidade, que se compara à dificuldade de distinguir obras derivadas e franquias de mídia das obras originais na cultura otaku; 2) Jean-François Lyotard definiu o pós-modernismo como o declínio das metanarrativas (normas partilhadas pela sociedade como um todo) e o surgimento de muitas pequenas narrativas localizadas (normas partilhadas apenas dentro de pequenas comunidades), o que corresponde à norma de valor única da cultura otaku que o mundo fictício, e não o mundo real, recebe mais atenção.
Embora o consumo de narrativas possa ser visto como uma fabricação de pseudo-grandes narrativas com visões de mundo por trás das obras para compensar a grande narrativa perdida (pós-modernismo parcial), no consumo de database, no entanto, até mesmo a fabricação é abandonada (pós-modernismo total). Portanto, na cultura otaku pós-moderna (completa), ao acessar o banco de dados (pilhas de informações) que varia dependendo das interpretações pessoais, diversas configurações são extraídas por diferentes pessoas para criar diferentes obras originais e derivadas (indistinguíveis entre originais e cópias).
Na terminologia lacaniana, a grande narrativa poderia ser vista como O Simbólico, a pequena narrativa como O Imaginário e o banco de dados como O Real. Porém, o psiquiatra Tamaki Saitō, embora reconheça que tal correspondência é compreensível como metáfora, acredita que o equivalente ao banco de dados deveria ser mais apropriadamente o Simbólico, afirmando que é o Simbólico autônomo que promove a gênese dos personagens. A virada de database do mundo pode ser considerada uma manifestação da pós-modernização no aspecto cultural (mudança para o consumo de bancos de dados), da globalização no aspecto econômico e da digitalização no aspecto tecnológico.
Azuma não mencionou que tipo de banco de dados está envolvido no consumo de database. O especialista em ciência da computação e engenharia Naohiko Yamaguchi e o crítico de arte Takemi Kuresawa acreditam que o conceito corresponde a um banco de dados relacional.

### Cultura otaku

A imagem do Wikipe-tan consiste em sinais visuais (elementos moe), como orelhas de gato, roupa de empregada e cauda.

Conforme mencionado acima, Azuma cita como o conteúdo otaku japonês tem sido consumido desde o final da década de 1990 como um grande exemplo de consumo de database.
Por exemplo, a mudança nos padrões de consumo dos fãs de Mobile Suit Gundam (desde 1979) para Neon Genesis Evangelion (desde 1995) sugere um afastamento do consumo narrativo. Em Gundam, diferentes séries foram ambientadas na mesma história fictícia, e os fãs examinaram com entusiasmo essa grande narrativa. Os fãs de Evangelion, no entanto, tendem a não mergulhar no mundo da obra, mas sim a se dedicar aos dōjinshi (trabalhos derivados autopublicados) que apresentam as heroínas e figuras modelo dos mechas da série. Em vez da visão de mundo, pilhas de informações (grandes não narrativas), incluindo personagens, são exigidas e consumidas. Segundo Satoshi Maejima, crítico japonês, apesar de muitas palavras-chave significativas que parecem sugerir a visão de mundo da obra (que se enquadra no conceito de consumo narrativo) na primeira metade de Evangelion, a obra acabou chegando ao fim sem revelar a verdade, e o público foi, portanto, obrigado a mudar a atitude de consumir a história. Esta mudança nos padrões de consumo que começou em 1995 (a mudança para o chamado personagem moe) pode ser considerada uma mudança de liderada pelo fabricante para liderada pelo consumidor, e o pano de fundo foi a mudança da base de consumidores de estudantes otaku de artes liberais (que preferem histórias) aos da engenharia (que preferem sistemas).
Em 1998, os personagens de Di Gi Charat foram desenhados como o personagem mascote da empresa Broccoli sem uma história de fundo. Mesmo assim, eles surpreendentemente se tornaram um sucesso e foram adaptados para diferentes franquias de mídia, incluindo anime e videogames, acabando por ter uma história de fundo. Os personagens em Di Gi Charat foram projetados reunindo elementos moe como ahoge e sinos, tornando-os um bom exemplo de consumo de database de elementos moe (outros exemplos de combinações de elementos moe podem ser vistos na cultura dominante. Por exemplo, o mesmo argumento pode ser aplicado aos trajes do grupo de ídolos Mini Moni). Desta forma, os otaku desenvolveram uma reação reflexa espinhal aos símbolos de seus elementos moe favoritos, como se fossem viciados em drogas (ou, de forma mais geral, eles apenas têm circuitos independentes de realização de desejos, sem mediar os desejos dos outros). Hiroki Azuma toma emprestada a expressão de Alexandre Kojève e chama este desenvolvimento de animalização. No consumo de database, personagens como Di Gi Charat e Binchotan nascidos sem uma história de fundo podem receber histórias mais tarde ou se tornarem sujeitos de criações derivadas. Tais personagens humanos (normalmente meninas) concebidos como representações de não-humanos podem ser chamados de antropomorfismo moe. Hatsune Miku, personagem de um pacote de software de síntese de fala lançado em 2007, apesar de não ter narrativa, ganhou grande popularidade devido às suas características únicas e desde então tem sido amplamente utilizada em diversas criações derivadas. Hiroki Azuma descreve isso como a “forma exata de consumo de database”. Embora o sucesso de Hatsune Miku tenha sido baseado principalmente na plataforma de compartilhamento de vídeos Niconico, o ciberespaço do site, que está repleto de uma infinidade de filmes AMV (vídeos feitos juntando clipes de anime), tornou-se possível como resultado do estabelecimento do consumo de banco de dados.
Os jogos bishōjo que se tornaram populares na cultura otaku após o final da década de 1990 também refletem o consumo de banco de dados pós-moderno devido à sua estrutura.
Nos mangás e animes japoneses, como aponta o crítico de mangá Kō Itō, existe um fenômeno dos personagens manterem suas identidades mesmo quando removidos de seu contexto original e colocados em um ambiente diferente (por exemplo, em criações secundárias). Ele chamou o fenômeno de autonomização de personagens (キャラクターの自律化). De certa forma, um banco de dados de personagens, e não a narrativa, tornou-se objeto de consumo. As light novels, que atraíram a atenção desde o início dos anos 2000, abrangem vários gêneros, incluindo ficção científica, fantasia e ficção policial, são frequentemente considerados difíceis de definir; no entanto, ao nos concentrarmos em seu elemento crucial – design de personagens – podemos usar a palavra-chave consumo de database para defini-los como romances escritos no ambiente de um banco de dados de personagens.
Na segunda metade da década de 2000, obras com personagens moe com encantos atraentes e narrativas regressivas ganharam popularidade crescente, particularmente desencadeadas pelo sucesso do anime Lucky Star. Essas obras, comumente chamadas de slice of life (em japonês:  日常系), são conteúdos de mídia que se enquadram precisamente no modelo de consumo de database.
Shūji Nomaguchi mencionou que o que está sendo feito na criação de obras isekai (em japonês:  なろう系) que atingiu a mesma época da década de 2010 corresponde a isso. Ele acredita que a história clichê do narō-kei é parte do que Azuma chama de banco de dados invisível, e essas obras são criadas através do acesso a um banco de dados narō-kei intangível e da seleção de elementos a serem usados em seus ambientes.
No mundo da arte contemporânea, há exemplos de incorporação de elementos da cultura otaku em obras de arte como as de Takashi Murakami e Chaos*Lounge. As obras de Murakami recebem respostas polarizadas: são altamente conceituadas no mundo da arte contemporânea, mas fortemente criticadas pelos otaku. Isso pode ser explicado pela forma como o banco de dados (substrato) e os simulacros (superestrato) são entendidos de forma diferente, segundo Azuma. Murakami emprega a técnica de purificação dos desenhos (simulacros) que representam a cultura otaku e os incorpora em suas obras. Mas isto só é apreciado pela crítica de arte moderna, que vê a produção de simulacros como uma arma para a construção da vanguarda; não pode ser entendido por otaku cujo consumo é baseado em um banco de dados de mais elementos porque falta esse importante banco de dados. Chaos*Lounge, um grupo de arte contemporânea, cria muitos trabalhos baseados em personagens existentes e também cita a teoria de personagem moe e consumo de database de Azuma como base teórica para garantir a criticidade.

### Cultura não-otaku
Azuma argumenta que mesmo fora da cultura otaku, os padrões de comportamento das meninas burusera e dos enjo kōsai, que foram objeto do trabalho de campo do sociólogo Shinji Miyadai, estão seguindo um caminho de transição do consumo narrativo para o consumo de banco de dados. Ele também aponta que a comunicação sincronizada de Miyadai encontrada no estilo de rua compartilha semelhanças com a animalização dos otaku.
Alguns também vincularam técnicas como sampling e remixagem usadas em gêneros musicais como hip hop e synth-pop ao modelo de consumo de database. DJs coletam e reconfiguram elementos musicais que compõem músicas originais como materiais para criar criações derivadas, o que é considerado um paralelo a criações secundárias como dōjinshi publicado por otakus; Alguns também compararam entre olhos de anime que aproveita elementos moe em símbolos visuais e ouvidos techno que gostam de batidas techno repetitivas. No entanto, Satoshi Masuda, especialista em teoria musical e estudos de mídia, aponta que existem duas diferenças no consumo de banco de dados dessas culturas. Primeiro, na cultura otaku, as criações dos fãs baseiam-se no princípio da autonomia dos personagens, enquanto na cultura DJ, é improvável que os elementos musicais possam reter seus significados e serem consumidos sozinhos enquanto extraídos da música original. Em segundo lugar, na cultura DJ, a reconstrução de elementos musicais é feita a um nível superficial (cópia mecânica de dados), mas na cultura otaku, as atividades de criação de fãs envolvem frequentemente configurações de personagens que não são necessariamente encontradas em obras originais. Além disso, a cultura do DJ na década de 1990 normalmente considera o contexto histórico das músicas ao selecionar os clipes musicais, tornando-o dependente do contexto temporal, então algumas pessoas acreditam que há uma distinção clara entre a cultura do DJ e o consumo de database dos otakus.
Hiroyuki Aihara, autor de livros ilustrados, exemplifica o consumo de database com iPod, Blogs e lojas selecionadas (lojas que vendem itens selecionados de diferentes marcas). Quando as músicas são gravadas em um álbum, elas existem dentro da unidade da visão de mundo do álbum: mas quando baixadas individualmente para um iPod, reorganizadas e ouvidas, a unidade (grande narrativa) entra em colapso. Da mesma forma, um blog é plano, sem uma estrutura hierárquica comumente encontrada em sites convencionais, e uma loja selecionada exibe e vende produtos, ignorando a unidade (grandes narrativas) das marcas. Na Internet, além dos blogs, a comunicação por memes encontrado no fórum online 2channel é semelhante ao consumo de database no sentido de que copiar e colar, arte ASCII, etc, podem ser considerados componentes de um banco de dados.
Takayuki Okai, especializado em estudos de mídia e sociologia, refere-se ao argumento de Hiroki Azuma e contrasta que os fãs de Luta Livre Profissional consomem narrativas, mas os fãs de artes marciais mistas consomem bancos de dados.
Há também observações de que o comportamento de caracterizar-se, tipicamente entre os jovens do Japão, também se refere a diferentes tipos de personagens que aparecem na cultura pop, como na teoria do consumo de database.
Quanto à cultura não japonesa, os exemplos incluem que os artistas profissionais da série dramática de TV estadunidense Glee que cobrem canções famosas de estrelas musicais anteriores, consomem bancos de dados. Nesse caso, os EUA diferem do Japão porque as músicas, e não os personagens, são objeto desse tipo de consumo. O próprio Hiroki Azuma cita a situação nos filmes de Hollywood, onde efeitos visuais altamente avançados são frequentemente combinados com padrões clichês, como um exemplo de consumo de banco de dados fora do Japão.

### Contra-exemplos
O sociólogo Shinji Miyadai e o escritor Hiroyuki Kagami argumentam que o modelo de consumo de database não pode explicar a popularidade dos romances para celular, incluindo Koizora, que teve um enorme boom em 2006 e 2007. Por outro lado, o crítico Tsunehiro Uno diz que numa sociedade onde o consumo de bases de dados se tornou onipresente, a função nacional do estilo literário (grande narrativa) extinguiu-se e é agora compensada pela expansão dos enredos. Quer seja o boom dos romances ligeiros, o boom dos romances para celulares ou o boom dos romances práticos semelhantes a livros, o que importa não é o conteúdo do texto em si, mas a eficiência com que permite o acesso à base de dados de fundo. Satoshi Hamano, crítico e sociólogo, traça paralelos entre a emoção profunda frequentemente mencionada pelos fãs de romances para celulares e o moe animalizado do otaku na teoria do consumo de database de Azuma.